# Tường bao ngăn nước

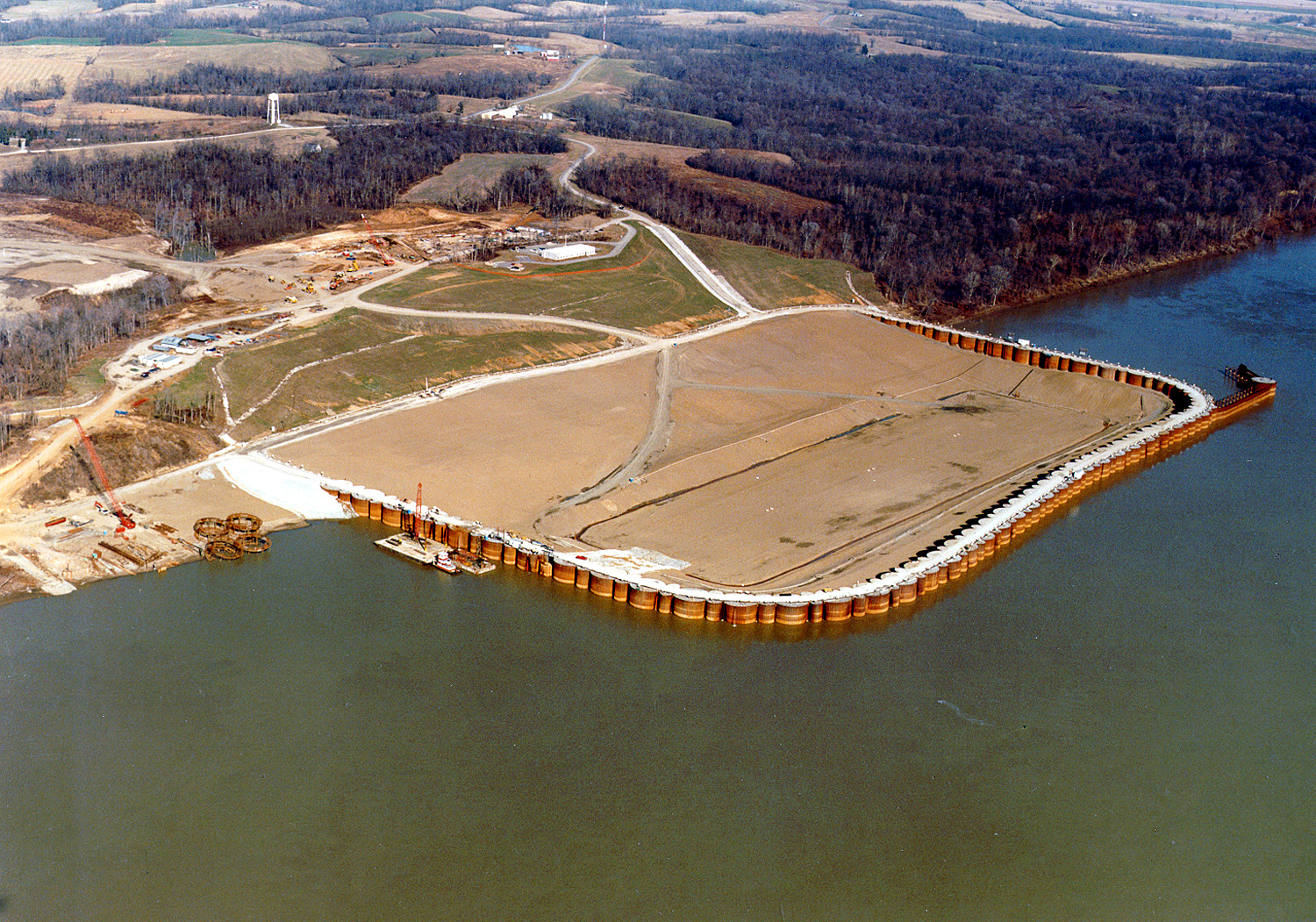
Một trụ đập trên sông Ohio gần Olmsted, Illinois, được xây phục vụ cho thi công Đập và âu tàu Olmsted

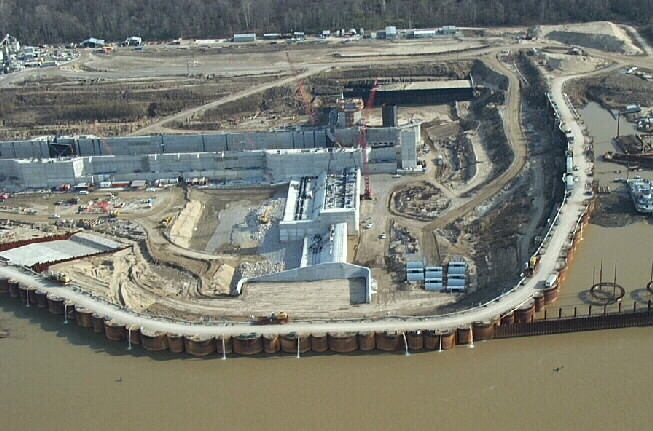
Một trụ đập trong quá trình thi công âu tàu tại công trình đập- âu tàu mũi Montgomery

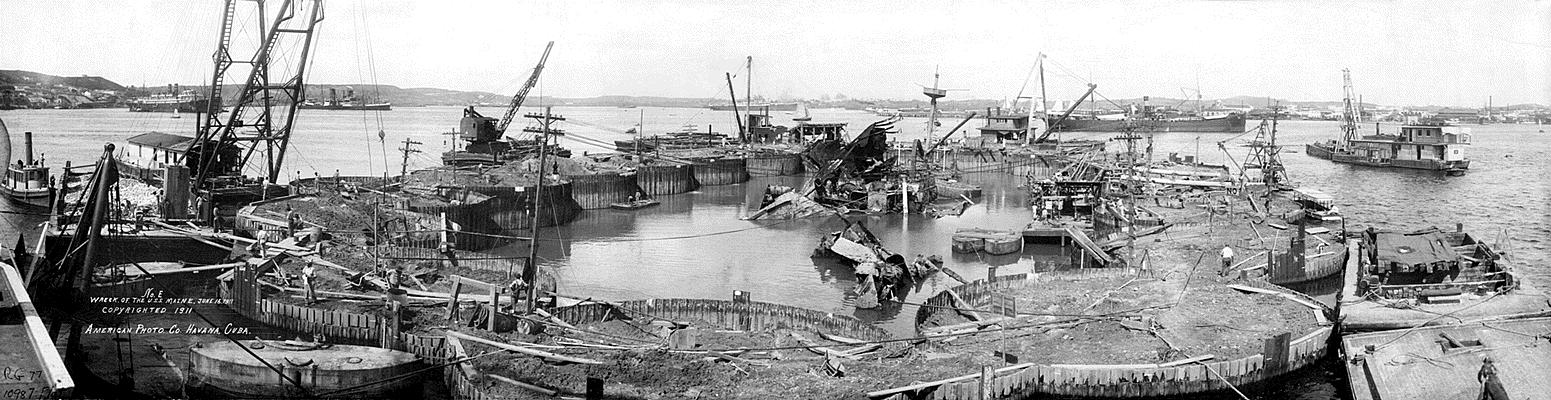
Xác tàu USS Maine tại Bến cảng Havana tháng 6 năm 1931, bao quanh vởi các trụ ngăn nước

Tường trụ đập, còn được gọi tường trụ ngăn nước, là tường trụ đơn xây bao xung quanh, hoặc đôi chìm trong nước nhằm mục đích vây kín rồi bơm nước ra ngoài. Việc bơm nước này sẽ tạo ra một khu vực khô ráo nhằm đảm bảo cho việc thi công trong khu vực đó. Tường bao thường được sử dụng tỏng xây dựng hay sửa chữa các đập vĩnh cửu, các dàn khoan, cầu... xây bên trong hoặc trên mặt nước.
Những trụ vây này thường bằng thép hàn, với các thành phần như sheet piles, wales, and cross brace. Những kết cấu này thường được gỡ bỏ sau khi việc thi công hoàn tất.

## Phạm vi sử dụng
Trong xây dựng đập, 2 tường trụ bao thường được sử dụng, một phía trước và một phía sau đập, sau khi đã lựa chọn kênh đào hoặc đường hầm dẫn nước chệch đi giúp làm dòng sông chảy qua khu vực xây đập. Những trụ bao này là đê truyền thống được đổ bằng đất- đá, nhưng đôi khi bê tông cũng được sử dụng. THông thường dựa trên quá trình hoàn thành đập và các công trình liên kết, tường bao đập phía sau đập được loại bỏ, và tường bao đập phía trước được làm ngập cũng như đóng kênh dẫn nước qua đập, và thung lũng phía trước đập bắt đầu tích nước. Tùy vào địa hình của đập mà trong vài trường hợp, một tường trụ bao dạng chữ U được sử dụng trong thi công một nửa đập. Khi hoàn thành, nó được tháo bỏ và một tường trụ bao tương tự phía đối diện của dòng sông để thi công phần nửa đập còn lại.
Trụ bao còn được sử dụng trong ngành đóng tàu, ngành công nghiệp sửa chữa tàu, khi mà việc đưa tàu vào ụ nổi để sửa chữa hoặc hiện đại hóa không khả thi. Một ví dụ là áp dụng trong việc kéo dài thân tàu. Trong một vài trường hợp, tàu thực tế bị gẫy làm đôi khi còn chìm trong nước. Và phần thân tàu mới được sản xuất sẽ được làm ngập để kéo dài thân tàu. Việc cắt thân vỏ tàu được tiến hành bên trong tường trụ bao, được ghép nối trực tiếp với phần thân vỏ tàu, tường trụ bao sau đó được tách ra trước khi phần thân vỏ được ngập một bên. Tường trụ bao sau đó sẽ được thay thế trong khi thân vỏ được hàn với nhau trở lại. Để làm những công việc này thì việc sử dụng âu tàu nổi thậm chí còn đắt hơn xem thêm caisson.
Một thùng lặn mở 100 tấn được hạ xuống dưới 1 dặm nước dưới đáy biển để ngăn dòng chảy dầu từ sự kiện tràn dầu Horizon cũng được gọi là một tường trụ vây nước. Nhưng không thành công do băng methane hydrates ở tầng bên trên.

## Kết cấu hàng hải

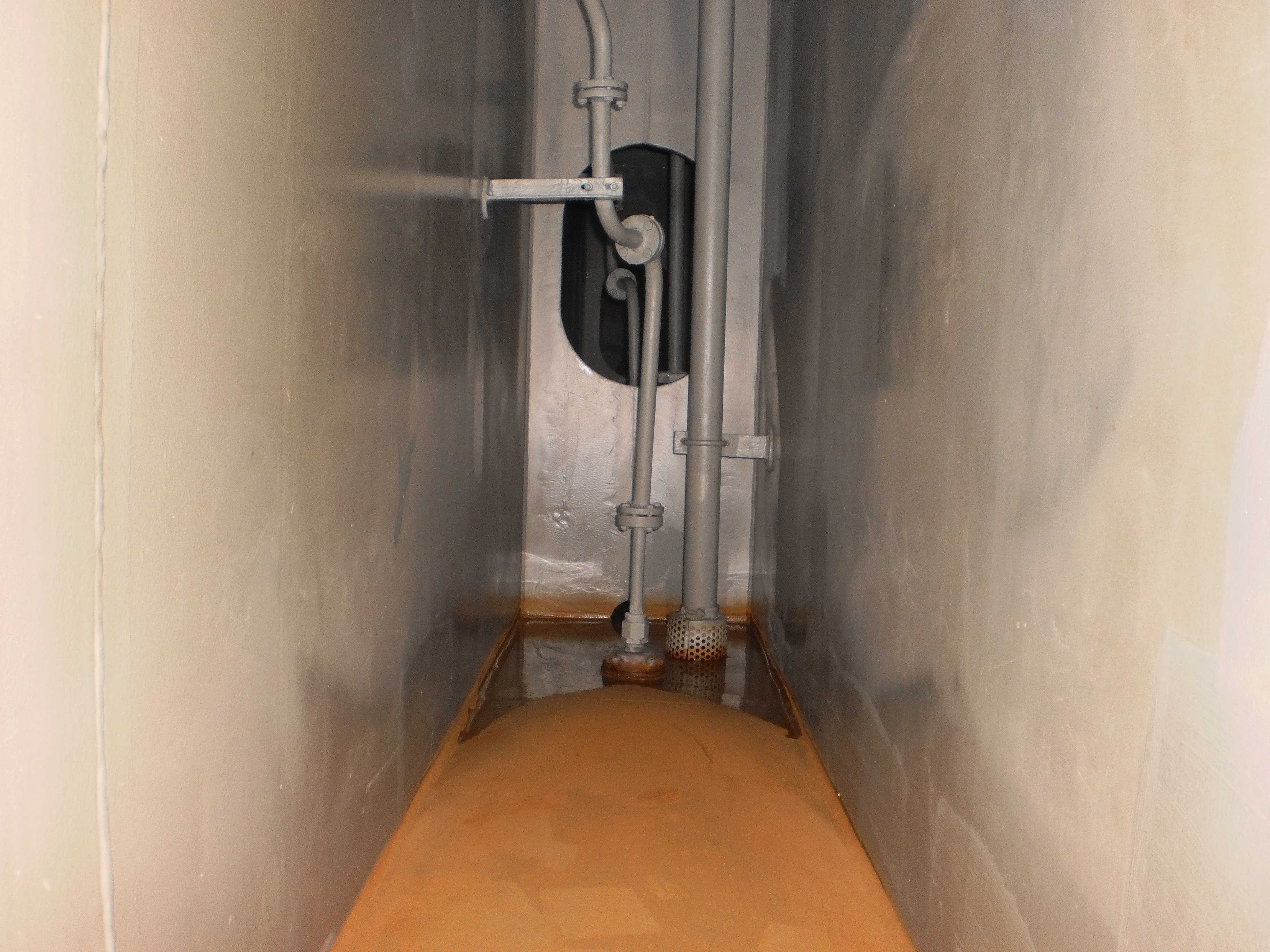
Bên trong đê bao trên tàu

Một tường trụ ngăn nước có thể dùng để tạo ra khoảng không ngăn giữa 2 vách ngăn nước hay boong tàu. Một tường trụ ngăn nước có thể là khoảng không gian trống hay là chỗ đặt thùng ballast. Tường trụ bao còn thường được sử dụng để ngăn không cho dầu hay hóa chất có thể rò rỉ vào nước gây nhiễm bẩn nước uống trên tầu. Tường ngăn trụ sẽ luôn trống rỗng và điều này được đảm bảo bằng các cảm biến sẽ báo khi nó bị ngập. Nếu hai loại hành lý phản ứng nguy hiểm với nhau được đặt trong cùng một phương tiện, thì việc sử dụng tường bao vây để ngăn khoang hành lý là bắt buộc.

## Các loại tường bao vây khả dĩ
Các tường bao vây có thể thổi phồng hoặc dạng tấm và dàn có thể tái sử dụng. Tường bao vây thổi phồng được có thể được kéo qua khu vực và được làm căng phồng bằng nước từ khu vực làm việc. Dạng tường vây dạng dàn được lắp ghép trong nước và được phủ bằng bệ mặt chống thấm. Khi khu vực đã khô, nước vẫn còn trong khu vực khô có thể được vận chuyển sang khu vực ướt.

## Nha khoa
Thiết bị, được sử dụng tỏng nha khoa để cách biệt vùng được chữa trị với vùng khoang miệng còn lại. Xem Dental dam